# Helmut Rosenvald
Helmut Rosenvald (* 22. Februar 1929 in Tallinn; † 29. Juli 2020 ebenda) war ein estnischer Komponist und Violinist.

## Leben und Werk
Helmut Rosenvald studierte von 1942 bis 1947 Violine und schloss 1963 sein Kompositionsstudium bei Villem Kapp am Staatlichen Tallinner Konservatorium (heute Estnische Musik- und Theaterakademie) ab. Von 1961 bis 1989 war er als Geiger beim Staatlichen Symphonieorchester Estlands (estnisch Eesti Riiklik Sümfooniaorkester - ERSO) beschäftigt.
Seit den 1960er Jahren wurde Rosenvald auch als Komponist in Estland und darüber hinaus bekannt. Er schuf neun Sinfonien (1964, 1965, 1966, 1968, 1969, 1970, 1971, 1974 und 1984) sowie zahlreiche weitere Musikstücke.